# Lise Fjeldstad
Lise Fjeldstad, född 17 juni 1939 i Oslo, är en norsk skådespelare och regissör, dotter till kapellmästare Øivin Fjeldstad och var gift med skådespelaren Per Sunderland (f. 1924, d. 2012).

## Teaterkarriär
Fjeldstad debuterade 1963 som Milja i Oskar Braatens Ungen på Det Norske Teatret, där hon var anställd till 1971 och 1974–1975. Mellan 1971 och 1974 var hon anställd vid Fjernsynsteatret, och från 1975 på Nationaltheatret, med avbrott av en gästsäsong vid Den Nationale Scene 1982–1983.
Fjeldstad behärskar både de lyriska och de realistiska rollerna, inte minst de psykologiskt komplicerade, som Blanche i Tennessee Williams Linje Lusta och fru Alving i Ibsens Gengångare, som hon fick Kritikerprisen för 1992–93. Förutom dessa har hon även med stark inlevelse bland annat spelat Ragnhild i Olav Duuns Medmenneske, Desdemona i William Shakespeares Othello, kvinnan i August Strindbergs Till Damaskus, Henrik Ibsens Hedda Gabler och Asta i Lille Eyolf, Elena i Anton Tjechovs Onkel Vanja, Friedrich Schillers Maria Stuart, Hekabe i Euripides Trojanskorna, Lavinia i Nils Kjærs Det lykkelige valg, modern i Jon Fosses Draum om hausten och Else i Festen (baserad på Thomas Vinterbergs film med samma namn). Hennes avskedsföreställning vid Nationaltheatret i december 2009 var i rollen som den dalande skådespelarstjärnan Arkadina i Tjechovs Måsen.
Från slutet av 1980-talet var Fjeldstad aktiv som regissör vid Nationaltheatret, först med Dansetimen av Astrid Salback, och senare med nyuppsättningen av Sverre Brandts Resan till julstjärnan 1993. Hon har också regisserat över tjugo föreställningar för Radioteatret. På senare år har Fjeldstad varit ansvarig för Nationaltheatrets festföreställningar, bland annat vid 17 maj-firandet.

## Film- och TV-karriär
Fjeldstad filmdebuterade i Marenco (1964) och har senare haft huvudroller i filmer som Dagny (1977), Galskap! (1985), Brännande blomster (1985), den norsk-sovjetiska Dragens fange (1985) och den norsk-svenska Liten Ida (1981), för vilken hon tilldelades en Guldbagge.
På TV har hon spelat Nora i Ett dockhem, Maja i Når vi døde vågner, Ljuba i Tjechovs Körsbärsträdgården, Birgit Rømer i Bjørnstjerne Bjørnsons Geografi og Kjærlighet, Wenche Løvdahl i Alexander Kielland-serien Fortuna och Alice i Strindbergs Dödsdansen, för vilken hon fick Amandaprisen 1991.

## Film- och TV-roller

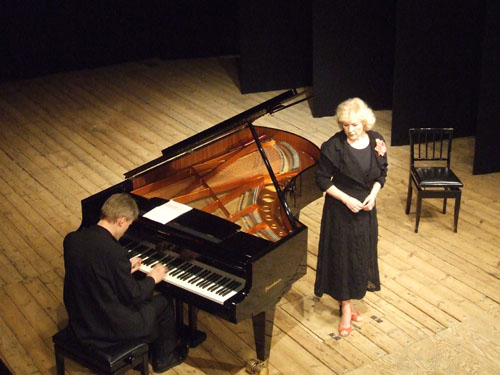
Lise Fjeldstad och Håvar Gimse på Fredrikshalds teater under Bom Kræsj Bang, 2007.

Komplett lista enligt Internet Movie Database och Svensk Filmdatabas:
- 1962 – Hallo Vikings! (kortfilm)
- 1964 – Marenco
- 1966 – Svält
- 1966 – Afrikaneren
- 1968 – Lille Eyolf (TV)
- 1968 – Hilsen fra Bertha (TV)
- 1969 – Klabautermannen
- 1970 – Antigone (TV)
- 1973 – Et dukkehjem (TV)
- 1973 – Når vi døde vågner (TV)
- 1973 – Kirsebærshaven (TV)
- 1977 – Dagny
- 1981 – Liten Ida
- 1985 – The Last Place on Earth (miniserie)
- 1985 – Brännande blomster
- 1985 – Galskap!
- 1985 – Soldatene synger ikke lenger (TV)
- 1985 – Dragens fange
- 1988 – Borgen skole (TV-serie)
- 1993 – Fortuna (miniserie)
- 2006 – Mirakel
- 2006 – En udødelig mann (miniserie)
- 2007 – Störst av allt är kärleken (miniserie)
- 2008–2010 – Hvaler (TV-serie)

## Utmärkelser och hedersuppdrag
- 1982 – Guldbagge för bästa skådespelerska[4][5]
- 1991 – Amandaprisen för bästa skådespelerska[4][6]
- 1992 – Per Aabels ærespris[7][8]
- 1992 – Radioteatrets pris "Den Blå Fugl" för insats som instruktör[7]
- 1993 – Kritikerprisen i kategorin "teater"[4][7]
- 1993 – St. Olavs Orden, "Ridder av 1. klasse"[8]
- 2001 – Aase Byes pris[7]
- 2003 – Henrik Ibsens Jubileumspris[4][9]
- 2006 – Heddaprisen, bästa kvinnliga biroll[7]
- 2006 – Ibsen Centennial Award[8]
- 2006 – Herman Wildenveys Poesipris[10]
- 2008 – Oslo bys kulturpris[7]
- 2012 – Gammleng-prisen i klassen "Veteran"[7]
- 2013 – Anders Jahres kulturpris[7]
- 2014 – St. Olavs Orden, "Kommandør med stjerne"[11]

Fjeldstad är medlem av Det Norske Akademi for Sprog og Litteratur.